# Simon (Computer)

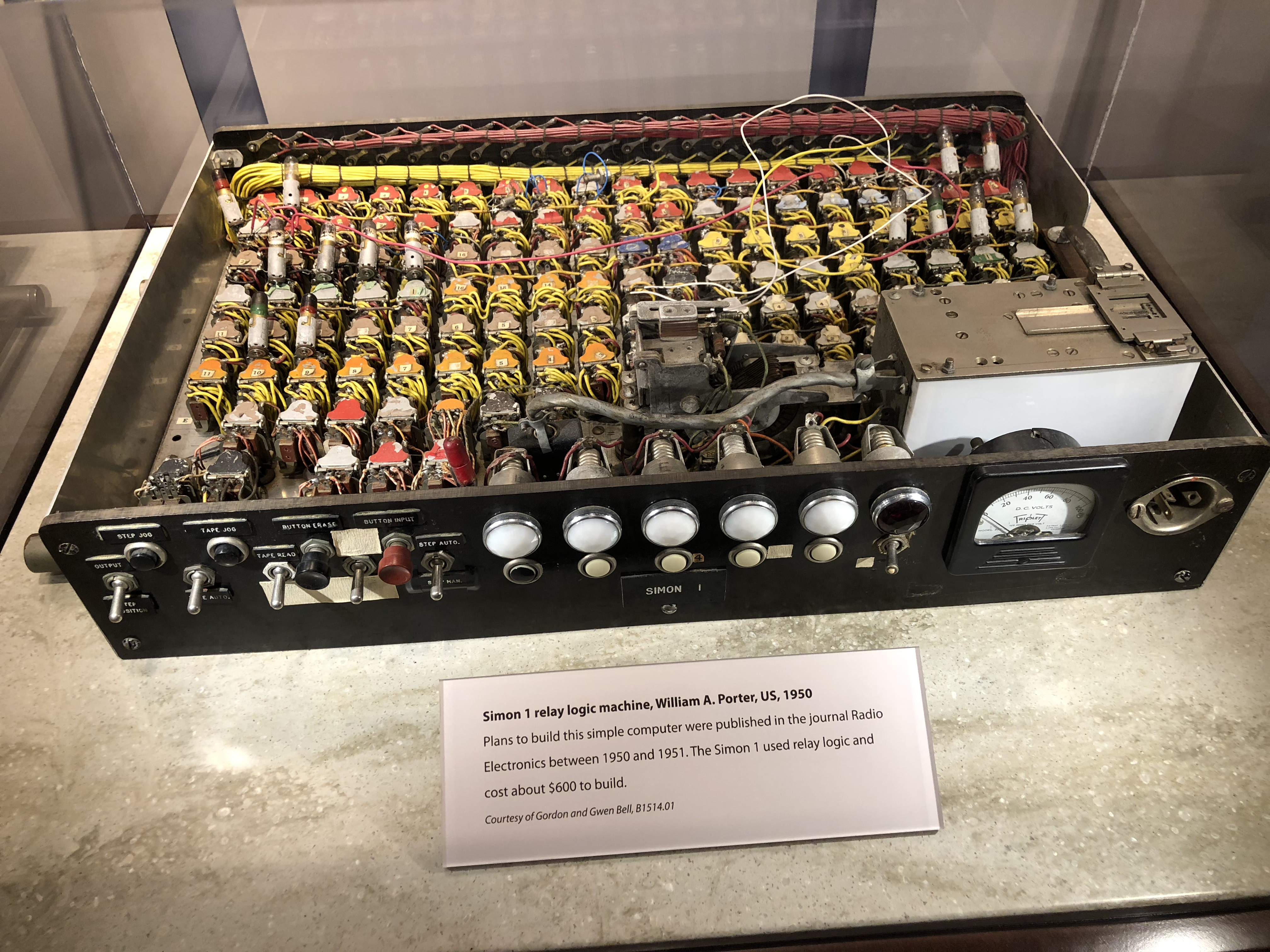
Simon 1 relay logic machine von 1950 (Computer History Museum)

Simon war der Name des historisch ersten „Heimcomputers“, ein Projekt von Edmund Berkeley, das er in einer dreizehnteiligen Artikelserie in der Zeitschrift Radio-Electronics ab Oktober 1950 präsentierte. Obwohl es zu dieser Zeit wesentlich fortgeschrittenere und teurere Rechenmaschinen gab, war der Simon doch das erste Experiment zum Selbstbau eines einfachen automatischen Digitalrechners für Unterrichtszwecke. Im Jahr 1950 konnte er für rund 500 US-Dollar gebaut werden.

## Geschichte
Das Projekt „Simon“ entstand im Zusammenhang mit Berkeleys Buch „Giant Brains, or Machines That Think“ („Riesengehirne oder denkende Maschinen“), das im November 1949 veröffentlicht wurde.  Hierin schreibt der Autor:

„Wir werden jetzt betrachten, wie wir eine sehr einfache denkende Maschine entwerfen können. Nennen wir sie Simon wegen ihres Vorgängers Simple Simon. [Anmerkung des Übersetzers: „Simple Simon“ ist ein englisches Kinderlied.] Simon ist so simpel und in der Tat so klein, dass er in eine Obstkiste passen würde, etwa vier Kubikfuß. [Anmerkung des Übersetzers: 0,11 Kubikmeter]
[…]
Es mag zunächst scheinen, dass ein so einfaches Modell eines mechanischen Gehirns wie Simon keinen großen praktischen Nutzen hat. Im Gegenteil: Simon hat den gleichen Wert für die Ausbildung wie ein Sortiment von einfachen chemischen Experimenten: Denken und Verstehen zu provozieren und für Übung und die Bildung von Fertigkeiten zu sorgen. Ein Ausbildungskurs über mechanische Gehirne könnte sehr wohl die Konstruktion eines einfachen Modells eines mechanischen Gehirns als Übungsaufgabe beinhalten.“

Im November 1950 schrieb Berkeley für den Scientific American einen Artikel mit dem Titel „Simple Simon“. Hierin beschrieb er populärwissenschaftlich das Konzept des Digitalrechners. Obwohl Simon in seiner Funktionalität stark beschränkt war – er konnte nur die Zahlen 0, 1, 2 und 3 darstellen – schrieb Berkeley auf Seite 40 des Magazins, dass diese Maschine „die beiden einzigartigen Eigenschaften besitzt, die ein echtes mechanisches Gehirn bestimmen: Sie kann automatisch Informationen von einem ihrer Register in ein anderes transportieren und sie kann logische Schlüsse unbegrenzter Länge durchführen.“ Berkeley beschloss den Artikel mit einem Blick in die Zukunft:

„Eines Tages werden wir vielleicht kleine Computer in unseren Wohnungen haben, die ihre Energie aus der Stromleitung beziehen wie Kühlschränke oder Radios. […] Sie erinnern uns vielleicht an Tatsachen, die wir sonst vergessen würden. Sie könnten Kontenstände und Einkommensteuern berechnen. Schulkinder könnten sie zu Rate ziehen, um ihre Hausaufgaben zu erledigen. Vielleicht könnten sie auch Kombinationen von Möglichkeiten durchsehen und auflisten, die wir brauchen, um wichtige Entscheidungen zu treffen. Möglicherweise werden wir in Zukunft eine Welt voller mechanischer Gehirne vorfinden, die für uns arbeiten.“

## Technische Daten
Simons Architektur basierte auf  Relais. Programme wurden direkt von einem 5-Kanal-Lochstreifen ausgeführt. Die Register und die ALU konnten nur 2-Bit-Zahlen speichern. Die Eingabe erfolgte über den Lochstreifen oder über fünf Tasten an der Frontblende der Maschine, die Ausgabe durch fünf Lämpchen.
Der Lochstreifen diente nicht nur als Eingabemedium, sondern auch als Programmspeicher der Maschine. Die Instruktionen wurden der Reihe nach ausgeführt, so wie sie vom Lochstreifen gelesen wurde. Es gab nur vier Operationen: Addition, Änderung des Vorzeichens, Vergleichsoperator (>) und Verzweigung.